# Hendrik van Zuylen van Nijevelt
Hendrik van Zuylen van Nijevelt (geboren circa 1440 - Utrecht 8 mei 1483) is een Stichts veldheer, bekend van de Hoekse en Kabeljauwse twisten.
Op 13 januari 1481 sloten hij en de Gelderse veldheer Reynier van Broeckhuysen als de bevelhebber, met de Hoekse aanhangers van Leiden een contract tot bevrijding van deze stad. De stad werd vervolgens in de vroege ochtend van 20 januari op eenvoudige wijze ingenomen in een sneeuwstorm en de Kabeljauwse regenten gevangengenomen. Het Kabeljauwse leger van de Bourgondische landsheer dat deze stad moest terugveroveren, werd verslagen in de slag om het blokhuis bij Alphen. Toen de landsheer een nog groter leger zond, vertrok hij op 11 of 12 april 1481 naar het Hoekse bolwerk Montfoort gelegen in het (buiten Bourgondië gelegen) Sticht. Zijn goederen werden door de landsheer, Maximiliaan van Oostenrijk, verbeurdverklaard, maar dat werd niet uitgevoerd omdat het Sticht niet onder diens gezag viel. 
In een later stadium kregen de Bourgondische hertogen ook grip op het Sticht door de benoeming van David van Bourgondië als bisschop van Utrecht. Bij de (later succesvolle) herovering van Utrecht op de Bourgondische bisschop, sneuvelde hij in de straten van die stad op 8 mei 1483.